# بادی کارتر
بادی کارتر (انگلیسی: Earl LeRoy "Buddy" Carter؛ زادهٔ ۶ سپتامبر ۱۹۵۷) داروساز و سیاست‌مدار اهل ایالات متحده آمریکا است. و سیاستمدار آمریکایی است که از سال ۲۰۱۵ به عنوان نماینده مجلس نمایندگان ایالات متحده آمریکا برای حوزه انتخابیه اول جورجیا خدمت می‌کند. این حوزه انتخابیه در ساوانا مستقر است و بیشتر بخش ساحلی جنوبی ایالت را شامل می‌شود. کارتر، عضو حزب جمهوری‌خواه، به عنوان نماینده ایالت جورجیا (۲۰۰۵–۲۰۰۹) و سناتور ایالت جورجیا (۲۰۰۹–۲۰۱۴) خدمت کرده است. حوزه انتخابیه کنگره او بخش زیادی از منطقه ساحلی جورجیا، از جمله ساوانا، برانزویک و جزایر طلایی را در بر می‌گیرد.
کارتر، مدافع صریح رئیس جمهور دونالد ترامپ، به تلاش‌های ترامپ برای لغو انتخابات ریاست جمهوری ۲۰۲۰ ایالات متحده کمک و از آن حمایت کرد و ادعاهای دروغین ترامپ مبنی بر تقلب در انتخابات را ترویج داده است. او خواستار عدم تأیید نتایج انتخابات ریاست جمهوری ۲۰۲۰ ایالات متحده آمریکا در جورجیا شد و بخشی از گروهی از قانون‌گذاران جمهوری‌خواه بود که در طول شمارش آرای کالج انتخاباتی ایالات متحده ۲۰۲۱ آرای جو بایدن را به چالش کشیدند، اگرچه آژانس‌ها و دادگاه‌های فدرال ناظر بر انتخابات هیچ مدرکی دال بر تقلب انتخاباتی پیدا نکردند.

## زندگی اولیه و تحصیلات
کارتر در سال ۱۹۷۵ از دبیرستان رابرت دبلیو. گرووز در گاردن سیتی (جورجیا) فارغ‌التحصیل شد. او در سال ۱۹۷۷ مدرک کاردانی خود را از کالج یانگ هریس و در سال ۱۹۸۰ مدرک کارشناسی علوم خود را در رشته داروسازی از دانشگاه جورجیا دریافت کرد.

## سیاست‌های محلی و مجلس قانونگذاری ایالتی
کارتر از سال ۱۹۸۹ تا ۱۹۹۳ در کمیسیون برنامه‌ریزی و منطقه‌بندی شهر پولر و از سال ۱۹۹۴ تا ۱۹۹۵ در شورای شهر پولر خدمت کرد. او از سال ۱۹۹۶ تا ۲۰۰۴ به عنوان شهردار پولر خدمت کرد. کارتر اولین بار در سال ۲۰۰۵ به مجلس قانونگذاری ایالتی انتخاب شد و از سال ۲۰۰۶ تا ۲۰۱۰ دو دوره در مجلس نمایندگان جورجیا خدمت کرد. او در سال ۲۰۰۹ به مجلس سنای جورجیا انتخاب شد. او در کمیسیون‌های تخصیص بودجه سنا، بهداشت و خدمات انسانی، آموزش عالی و کمیته‌های ایمنی عمومی عضو بوده است.

## مجلس نمایندگان ایالات متحده

### انتخابات
کارتر در سال ۲۰۱۴ پس از اعلام نامزدی جک کینگستون، سناتور ۲۲ ساله، برای ورود به کنگره، کرسی سنای ایالتی خود را واگذار کرد. او در انتخابات مقدماتی شش‌جانبه جمهوری‌خواهان - رقابت واقعی در این حوزه انتخابیه که اکثریت آن جمهوری‌خواهان بودند - با ۳۶٪ آرا، کمتر از ۵۱٪ آرا مورد نیاز برای پیروزی قطعی، در جایگاه اول قرار گرفت. سپس در دور دوم، باب جانسون را با ۵۳٪ آرا شکست داد. در انتخابات عمومی، او نامزد دموکرات‌ها، برایان ریس، را با ۶۰.۹٪ آرا شکست داد و در تمام شهرستان‌های این حوزه انتخابیه به جز دو شهرستان، پیروز شد. در سال ۲۰۱۶، او در هر دو انتخابات مقدماتی و عمومی بدون رقیب بود و بیش از ۹۹٪ آرا را در مقابل یک نامزد ثبت نام شده به دست آورد.

کارتر در سال‌های ۲۰۱۸، ۲۰۲۰ و ۲۰۲۲ مجدداً انتخاب شد.

### وظایف کمیته‌ها
برای کنگره ۱۱۹:
- کمیته انرژی و تجارت
  - کمیته فرعی ارتباطات و فناوری
  - کمیته فرعی محیط زیست
  - کمیته فرعی سلامت (رئیس)
- کمیته بودجه

### عضویت در گروه‌ها
- گروه بلاکچین کنگره
- گروه غربی کنگره
- گروه بالتیک مجلس نمایندگان
- کمیته مطالعات جمهوری‌خواهان
- گروه حکومت جمهوری‌خواهان
- انجمن حفاظت بین‌المللی کنگره ایالات متحده آمریکا
- انجمن ایالات متحده آمریکا-ژاپن

## کارزار سنای ایالات متحده آمریکا
کارتر نامزدی خود را در انتخابات مقدماتی جمهوری‌خواهان برای انتخابات سنای ایالات متحده ۲۰۲۶ در جورجیا اعلام کرده است. کارتر در اطلاعیه انتخاباتی خود، تأمین امنیت مرز و پایان دادن به مشارکت ورزشکاران تراجنسیتی در ورزش‌های مدارس را از اولویت‌ها عنوان کرد و از رویکرد جان آساف، دموکرات فعلی، در مورد این مسائل انتقاد کرد.

## مواضع سیاسی

### انتخابات ریاست جمهوری ۲۰۲۰
در دسامبر ۲۰۲۰، کارتر یکی از ۱۲۶ عضو جمهوری‌خواه مجلس نمایندگان بود که amicus را در حمایت از تگزاس در برابر پنسیلوانیا (۲۰۲۰) امضا کرد، دادخواستی که در دیوان عالی ایالات متحده آمریکا در اعتراض به نتایج انتخابات ریاست جمهوری ۲۰۲۰ که در آن جو بایدن ترامپ را شکست داد، ثبت شد. دیوان عالی کشور از رسیدگی به این پرونده بر این اساس که تگزاس فاقد اعتبار طبق اصل سوم قانون اساسی برای به چالش کشیدن نتایج انتخاباتی است که توسط ایالت دیگری برگزار شده است، خودداری کرد.
در ۶ ژانویه ۲۰۲۱، در رأی‌گیری که پس از حمله ۶ ژانویه به ساختمان کنگره ایالات متحده آمریکا برگزار شد، کارتر به تأیید نتایج انتخابات ریاست جمهوری ۲۰۲۰ که در آن جو بایدن دونالد ترامپ را شکست داد، رأی منفی داد.

### سقط جنین
کارتر از تصمیم دیوان عالی ایالات متحده در پرونده «دابز در برابر سازمان سلامت زنان جکسن» که پرونده «رو در برابر وید» را رد کرد، حمایت کرد. او معتقد است که قوانین سقط جنین باید توسط ایالت‌ها به صورت جداگانه وضع شود.

### کشاورزی
در سال ۲۰۲۳، کارتر در میان ۱۶ جمهوری‌خواه مجلس نمایندگان بود که نامه‌ای به کمیته کشاورزی مجلس امضا کردند و با گنجاندن قانون پایان سرکوب تجارت کشاورزی (EATS) در لایحه کشاورزی ۲۰۲۳ مخالفت کردند. قانون EATS برخی از قوانین ایالتی و محلی ناظر بر محصولات کشاورزی فروخته شده در سراسر ایالت، از جمله قوانین رفاه جانوران مزرعه مانند پیشنهاد ۱۲ کالیفرنیا را که مستلزم رعایت حداقل الزامات فضای حیوانات برای محصولات گوشت خوک، تخم مرغ و گوشت گوساله فروخته شده در داخل ایالت است، باطل می‌کرد. در این نامه استدلال شده بود که این قانون با امتیاز ناعادلانه به تولیدکننده گوشت خوک متعلق به چین گروه دبلیواچ و شرکت تابعه آن Smithfield Foods، حقوق ایالات را نقض می‌کند و به امنیت ملی ایالات متحده آسیب می‌رساند.

### سیاست مواد مخدر
در سال ۲۰۱۷، کارتر تلاش خود را برای آزمایش مواد مخدر از افرادی که بیمه بیکاری دریافت می‌کنند، از سر گرفت.
در ۱ آوریل ۲۰۲۲، کارتر به قانون فرصت سرمایه‌گذاری مجدد و حذف ماری‌جوانا رأی منفی داد، که می‌توانست مصرف کانابیس را در سطح فدرال جرم‌زدایی کند و به ایالت‌ها اجازه دهد سیاست‌های خود را تعیین کنند.

### روابط خارجی
کارتر پس از حمله ۷ اکتبر به رهبری حماس به اسرائیل در سال ۲۰۲۳ به حمایت از اسرائیل رأی داد.

### سیاست اسلحه
کارتر حامی حقوق اسلحه است و به دلیل مواضعش در مورد مسائل مربوط به اسلحه، از صندوق پیروزی سیاسی NRA امتیاز "A" دریافت کرده است.
در فوریه ۲۰۱۸، در جریان یک جلسه شهرداری در هینزویل، وقتی از کارتر در مورد تیراندازی‌های دسته جمعی در آمریکا سوال شد، به شرکت‌کنندگان گفت که برای پاسخ به خشونت با اسلحه به کنگره مراجعه نکنند و گفت که کنگره مسئول خشونت با اسلحه در آمریکا نیست.

### مراقبت‌های بهداشتی
کارتر از لغو لایحه حفاظت از بیمار و مراقبت مقرون‌به‌صرفه (ACA) حمایت می‌کند.
در ۲۶ ژوئیه ۲۰۱۷، در یک مصاحبه تلویزیونی زنده از کارتر پرسیده شد که آیا از انتقاد ترامپ از سناتور آمریکایی لیسا مرکاوسکی به دلیل مخالفتش با رأی‌گیری رویه‌ای برای شروع بحث مراقبت‌های بهداشتی سنا حمایت می‌کند. کارتر گفت که حمایت می‌کند و افزود: «کسی باید به آن سنا برود و گره از کارشان باز کند.» این حادثه پوشش رسانه‌ای گسترده‌ای را به دنبال داشت.

### مهاجرت
کارتر از لایحه‌ای حمایت کرد که به مهاجران غیرقانونی اجازه می‌دهد در ازای اقامت قانونی در ارتش ایالات متحده خدمت کنند.
کارتر از دستور اجرایی ترامپ در سال ۲۰۱۷ برای محدود کردن موقت مهاجرت از هفت کشور تا زمان ابداع روش‌های غربالگری بهتر حمایت کرد. او گفت: «در حالی که من معتقدم باید توضیحات متفکرانه‌ای در مورد اقدامات اجرایی مشابه اعلامیه وزیر کلی در مورد ساکنان دائمی قانونی وجود داشته باشد، اولویت شماره یک دولت فدرال فراهم کردن دفاع مشترک است.»
کارتر می‌خواهد تمام بودجه فدرال را از شهرهای پناهگاه در جورجیا ممنوع کند (شهرهای پناهگاه، مقامات شهر را از پرسیدن در مورد وضعیت مهاجرتی یک فرد هنگام گزارش یک جرم غیرمرتبط منع می‌کنند). او همچنین گفت که می‌خواهد انبوه کیت‌های تجاوز در جورجیا، به جز در شهرهای پناهگاه، را آزمایش کند.

### حقوق LGBT
در سال ۲۰۱۷، کارتر گفت که از ممنوعیت کار کردن افراد تراجنسیتی که در ارتش خدمت می‌کنند حمایت می‌کند.

### سیاست مالیاتی
کارتر به قانون کاهش مالیات و ایجاد شغل دولت ترامپ رأی داد و گفت که معتقد است این قانون، کسب‌وکارهای حوزه انتخابیه او را در بازار جهانی رقابتی‌تر می‌کند. او همچنین گفت که این قانون به رأی‌دهندگانش کمک می‌کند تا درآمد بیشتری کسب کنند و/یا پول بیشتری پس‌انداز کنند. کارتر حامی "قانون مالیات عادلانه H.R.25 سال ۲۰۲۳" است که ساختار مالیاتی فعلی ایالات متحده را لغو کرده و آن را با یک "مالیات فروش ملی" متغیر سالانه قابل تنظیم (مالیات بر ارزش افزوده) جایگزین می‌کند که از ۲۳٪ در سال ۲۰۲۵ شروع می‌شود و توسط ایالت‌ها اداره و به وزارت خزانه‌داری ایالات متحده آمریکا واریز می‌شود.

## زندگی شخصی
کارتر و همسرش، ایمی، سه پسر بزرگسال دارند.
کارتر یک متدیست است. او با رئیس جمهور سابق فقید ایالات متحده جیمی کارتر که او نیز اهل جورجیا بود، نسبتی ندارد.
کالج یانگ هریس در مراسم فارغ التحصیلی سال ۲۰۲۴، مدرک افتخاری دکترای ادبیات انسانی را به کارتر اعطا کرد.

## تاریخچه انتخابات
| حزب    | حزب        | کاندیدا    | آرا  | %     |
| ------ | ---------- | ---------- | ---- | ----- |
|        | Republican | بادی کارتر | ۳۲۵۴ | ۵۳٫۹۷ |
|        | Republican | پارسل      | ۲۷۷۵ | ۴۶٫۰۳ |
| رأی کل | رأی کل     | رأی کل     | ۶۰۲۹ | ۱۰۰٫۰ |

| حزب    | حزب        | کاندیدا    | آرا   | %     |
| ------ | ---------- | ---------- | ----- | ----- |
|        | Republican | بادی کارتر | ۱۶۶۰۲ | ۱۰۰٫۰ |
| رأی کل | رأی کل     | رأی کل     | ۱۶۶۰۲ | ۱۰۰٫۰ |

| حزب    | حزب        | کاندیدا            | آرا   | %     |
| ------ | ---------- | ------------------ | ----- | ----- |
|        | Republican | بادی کارتر (متصدی) | ۱۱۸۵۱ | ۱۰۰٫۰ |
| رأی کل | رأی کل     | رأی کل             | ۱۱۸۵۱ | ۱۰۰٫۰ |

| حزب    | حزب        | کاندیدا            | آرا   | %     |
| ------ | ---------- | ------------------ | ----- | ----- |
|        | Republican | بادی کارتر (متصدی) | ۲۴۰۲۶ | ۱۰۰٫۰ |
| رأی کل | رأی کل     | رأی کل             | ۲۴۰۲۶ | ۱۰۰٫۰ |

| حزب    | حزب        | کاندیدا    | آرا   | %     |
| ------ | ---------- | ---------- | ----- | ----- |
|        | Republican | بادی کارتر | ۱۰۹۰۴ | ۸۲٫۱۴ |
|        | Republican | Hair       | ۲۳۷۱  | ۱۷٫۸۶ |
| رأی کل | رأی کل     | رأی کل     | ۱۳۲۷۵ | ۱۰۰٫۰ |

| حزب    | حزب        | کاندیدا            | آرا   | %     |
| ------ | ---------- | ------------------ | ----- | ----- |
|        | Republican | بادی کارتر (متصدی) | ۳۴۸۹۰ | ۷۰٫۳۲ |
|        | Democratic | کری اسمیث          | ۱۴۷۲۳ | ۲۹٫۶۸ |
| رأی کل | رأی کل     | رأی کل             | ۴۹۶۱۳ | ۱۰۰٫۰ |

| حزب    | حزب        | کاندیدا            | آرا   | %     |
| ------ | ---------- | ------------------ | ----- | ----- |
|        | Republican | بادی کارتر (متصدی) | ۵۳۸۲۱ | ۱۰۰٫۰ |
| رأی کل | رأی کل     | رأی کل             | ۵۳۸۲۱ | ۱۰۰٫۰ |

| حزب    | حزب        | کاندیدا                 | آرا   | %     |
| ------ | ---------- | ----------------------- | ----- | ----- |
|        | Republican | بادی کارتر              | ۱۸۹۷۱ | ۳۶٫۲۲ |
|        | Republican | Robert E. 'Bob' Johnson | ۱۱۸۹۰ | ۲۲٫۷۰ |
|        | Republican | John A. McCallum        | ۱۰۷۱۵ | ۲۰٫۴۶ |
|        | Republican | J. L. 'Jeff' Chapman    | ۶۹۱۸  | ۱۳٫۲۱ |
|        | Republican | Darwin Carter           | ۲۸۱۹  | ۵٫۳۸  |
|        | Republican | Earl T. Martin          | ۱۰۶۳  | ۲٫۰۳  |
| رأی کل | رأی کل     | رأی کل                  | ۵۲۳۷۶ | ۱۰۰٫۰ |

| حزب    | حزب        | کاندیدا                 | آرا   | %     |
| ------ | ---------- | ----------------------- | ----- | ----- |
|        | Republican | بادی کارتر              | ۲۲۸۷۱ | ۵۳٫۸۱ |
|        | Republican | Robert E. 'Bob' Johnson | ۱۹۶۳۲ | ۴۶٫۱۹ |
| رأی کل | رأی کل     | رأی کل                  | ۴۲۵۰۳ | ۱۰۰٫۰ |

| حزب    | حزب        | کاندیدا            | آرا    | %     |
| ------ | ---------- | ------------------ | ------ | ----- |
|        | Republican | بادی کارتر         | ۹۵۳۳۷  | ۶۰٫۹۱ |
|        | Democratic | Brian Corwin Reese | ۶۱۱۷۵  | ۳۹٫۰۹ |
| رأی کل | رأی کل     | رأی کل             | ۱۵۶۵۱۲ | ۱۰۰٫۰ |

| حزب    | حزب        | کاندیدا            | آرا    | %     |
| ------ | ---------- | ------------------ | ------ | ----- |
|        | Republican | بادی کارتر (متصدی) | ۲۱۰۲۴۳ | ۹۹٫۵۹ |
|        | Write-in   | Nathan Russo       | ۸۶۹    | ۰٫۴۱  |
| رأی کل | رأی کل     | رأی کل             | ۲۱۱۱۱۲ | ۱۰۰٫۰ |

| حزب    | حزب        | کاندیدا            | آرا    | %     |
| ------ | ---------- | ------------------ | ------ | ----- |
|        | Republican | بادی کارتر (متصدی) | ۱۴۴۷۴۱ | ۵۷٫۷۴ |
|        | Democratic | Lisa M. Ring       | ۱۰۵۹۴۲ | ۴۲٫۲۶ |
| رأی کل | رأی کل     | رأی کل             | ۲۵۰۶۸۳ | ۱۰۰٫۰ |

| حزب    | حزب        | کاندیدا            | آرا    | %     |
| ------ | ---------- | ------------------ | ------ | ----- |
|        | Republican | بادی کارتر (متصدی) | ۱۸۹۴۵۷ | ۵۸٫۳۵ |
|        | Democratic | Joyce Marie Griggs | ۱۳۵۲۳۸ | ۴۱٫۶۵ |
| رأی کل | رأی کل     | رأی کل             | ۳۲۴۶۹۵ | ۱۰۰٫۰ |

| حزب    | حزب        | کاندیدا            | آرا     | %     |
| ------ | ---------- | ------------------ | ------- | ----- |
|        | Republican | بادی کارتر (متصدی) | ۱۵۶٬۱۲۸ | ۵۹٫۱  |
|        | Democratic | وید هرینگ          | ۱۰۷٬۸۳۷ | ۴۰٫۹  |
| رأی کل | رأی کل     | رأی کل             | ۲۶۳٬۹۶۵ | ۱۰۰٫۰ |

| حزب    | حزب        | کاندیدا            | آرا     | %      |
| ------ | ---------- | ------------------ | ------- | ------ |
|        | Republican | بادی کارتر (متصدی) | ۲۲۰٬۵۷۶ | ۶۱٫۹۸٪ |
|        | Democratic | پتی هیویت          | ۱۳۵٬۲۸۱ | ۳۸٫۰۲٪ |
| رأی کل | رأی کل     | رأی کل             | ۳۵۵٬۸۵۷ | ۱۰۰٪   |